# HD142990
HD142990 — хімічно пекулярна зоря спектрального класу B6, що має видиму зоряну величину в смузі V приблизно  5,4.
Вона знаходиться у сузір'ї Скорпіона й  розташована на відстані близько 488,3 світлових років від Сонця.

## Фізичні характеристики
Телескоп Гіппаркос зареєстрував фотометричну змінність  даної зорі з періодом 0,98 доби в межах від  Hmin= 5,43 до  Hmax= 5,38.

## Пекулярний хімічний склад
HD142990 належить до Хімічно пекулярних зір з пониженим вмістом гелію й в її  зоряній атмосфері спостерігається нестача He у порівнянні з його вмістом в атмосфері Сонця.

## Магнітне поле
Спектр даної зорі вказує на наявність магнітного поля у її зоряній атмосфері. Напруженість повздовжної компоненти поля оціненої з аналізу становить 1304,3± 255,3 Гаус.